# Marek Smida
Marek Smida (29. dubna 1911 Horná Lehota – 24. listopadu 1980 Modra) byl slovenský a československý politik Komunistické strany Slovenska, ministr vlád Československa, poslanec Slovenské národní rady, Prozatímního Národního shromáždění a Národního shromáždění ČSR.

## Biografie
Pocházel z dělnické rodiny, sám pracoval coby dělník v dřevařském průmyslu. Od roku 1929 byl členem KSČ. V meziválečné době se angažoval jako organizátor sociálních protestů a stávek v regionu Horehroní. Působil jako právník. Za druhé světové války se podílel na odboji. Byl vězněn v Banské Bystrici a Ilavě v letech 1941–1943. V roce 1944 se podílel na organizování sjednocovacího sjezdu, na kterém se spojili slovenští komunisté a sociální demokraté. Byl člen povstaleckého Ústředního výboru KSS. Byl nositelem četných státních vyznamenání. Získal Leninův řád a sovětský Řád rudé hvězdy.
V letech 1945–1946 byl poslancem Prozatímního Národního shromáždění za KSS. Setrval zde do parlamentních voleb v roce 1946. Ve volbách roku 1948 byl zvolen do Slovenské národní rady. Znovu se do nejvyššího celostátního zákonodárného sboru dostal po volbách do Národního shromáždění v roce 1954. V československém parlamentu zasedal do května 1958, kdy rezignoval a jeho místo jako náhradník zaujal Pavol Tonhauser.
Na 9. sjezdu KSČ roku 1949, 10. sjezdu KSČ a 11. sjezdu KSČ byl zvolen členem Ústřední revizní komise KSČ. Na 12. sjezdu v červnu 1958 už zvolen nebyl.
Kromě funkcí stranických a poslaneckých zastával i ministerské posty. Ve vládě Antonína Zápotockého byl v letech 1951–1953 ministrem lesů a dřevařského průmyslu a v roce 1953 ministrem státních statků, přičemž post ministra státních statků si podržel do září 1953 i v první vládě Viliama Širokého. Od září 1953 byl v první vládě Viliama Širokého opět ministrem lesů a dřevařského průmyslu. V letech 1954–1955 zastával v druhé vládě Viliama Širokého funkci ministra zemědělství, v letech 1955–1956 pak v této vládě byl ministrem státních statků.